# Meryem Koç
Meryem Koç (* 28. November 1996 in Antakya) ist eine türkische Fußballtorhüterin.

## Karriere

### Verein
Meryem Koç spielte in der Saison 2010/11 als Stürmerin für den Verein Hatay Dumlupınarspor in der Zweite Türkische Frauen-Fußballliga. Nach zwei Spielzeiten wechselte sie am 22. Oktober 2012 als Torhüterin zu Adana İdmanyurduspor, das Kadınlar in der Ersten Frauenliga antritt. Am 28. Juni 2018 unterschrieb sie beim in Istanbul ansässigen Verein Ataşehir Belediyespor.

### Nationalmannschaft
Im Jahr 2014 wurde Meryem Koç in die Türkei U-19 aufgenommen und debütierte am 14. Juni 2014 im Freundschaftsspiel gegen Belarus. Zudem nahm sie an die Qualifikationen der UEFA-U19-Frauenmeisterschaft 2015 teil.
Meryem Koç wurde 2015 in die Türkische Frauen-Nationalmannschaft berufen.